# Alfonso Santacana
Alfonso Santacana Pla (...) è un montatore spagnolo.
Ha svolto l'attività di montatore cinematografico in più di cento film nella sua carriera, dei quali la maggior parte di nazionalità spagnola. Negli anni sessanta ha curato il montaggio di molti film del genere spaghetti-western, come Per un pugno di dollari (1964), Per qualche dollaro in più (1965) diretti da Sergio Leone, e ...altrimenti ci arrabbiamo! diretto da Marcello Fondato.

## Filmografia parziale
- All'ombra di una colt, regia di Giovanni Grimaldi (1965)
- A Venezia muore un'estate (Largo retorno), regia di Pedro Lazaga (1975)